# Río Yonne
El río Yonne es un río en la mitad norte de Francia, principal afluente del río Sena por la izquierda. Fluye principalmente por la parte occidental de la región de Borgoña, dando su nombre al departamento de Yonne y a varias comunas. Es navegable para embarcaciones comerciales y de recreo.
En tiempos del Imperio Romano, el río se llamaba Icauna, una palabra latina que probablemente se originara del nombre celta del río.

## Geografía
El río Yonne tiene una longitud de 292,3 km y una cuenca que se extiende por 10.836 km².
Su caudal anual promedio es de 91,70 m³/segundo en la comuna de Courlon-sur-Yonne, departamento de Yonne. En su desembocadura el Yonne aporta un caudal promedio superior al del Sena.

### Curso
El Yonne nace en la montaña Prénely en el lado sur del Macizo del Morvan en la comuna Glux-en-Glenne, departamento de Nièvre, a unos 738 m de altitud.

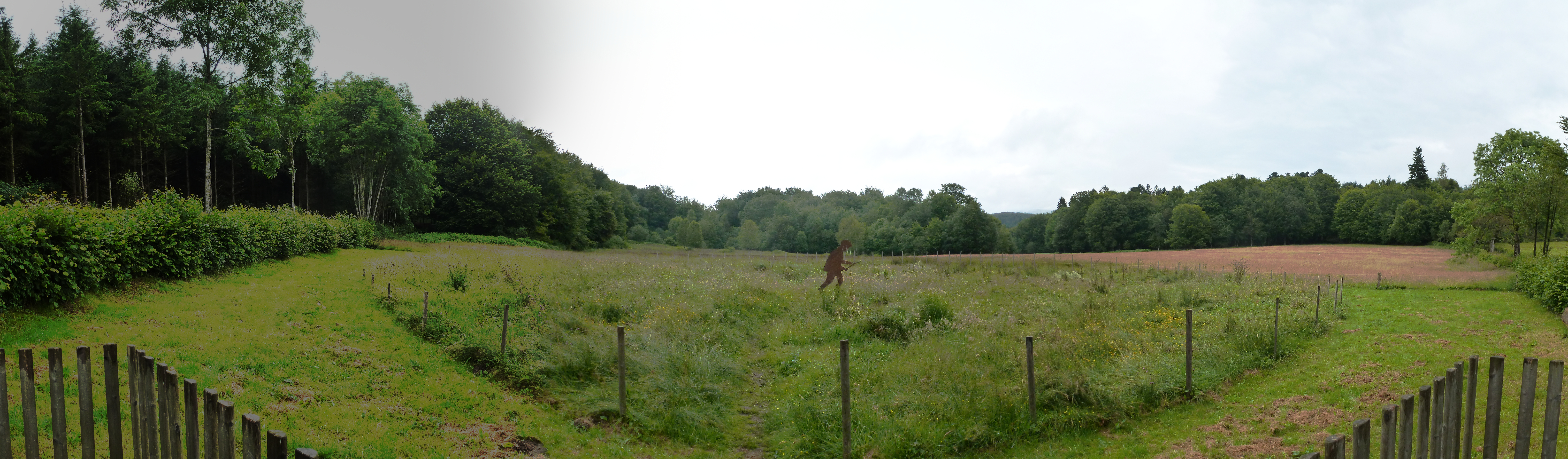
Vista panorámica de la cabecera del Yonne.

El Yonne fluye, de manera general, del sureste hacia el noroeste pasando a través de 115 comunas, la mayoría de ellas en Borgoña; las principales comunas son:
- Nièvre (58): Corbigny, Clamecy
- Yonne (89): Auxerre, Joigny, Sens, Pont-sur-Yonne, Villeneuve-sur-Yonne
- Sena y Marne (77): Montereau-Fault-Yonne

Finalmente, desemboca en el Sena en Montereau-Fault-Yonne (Sena y Marne), a una altitud de 47 m.

## Principales afluentes
Los principales afluentes del Yonne are:
- Por la izquierda
  - Beuvron - 40.5 km;[6]
- Por la derecha
  - Cure - 112.2 km;[7]
  - Serein - 188.2 km;[8]
  - Armançon - 202.1 km;[9]
  - Vanne - 58.7 km;[10]

## Galería

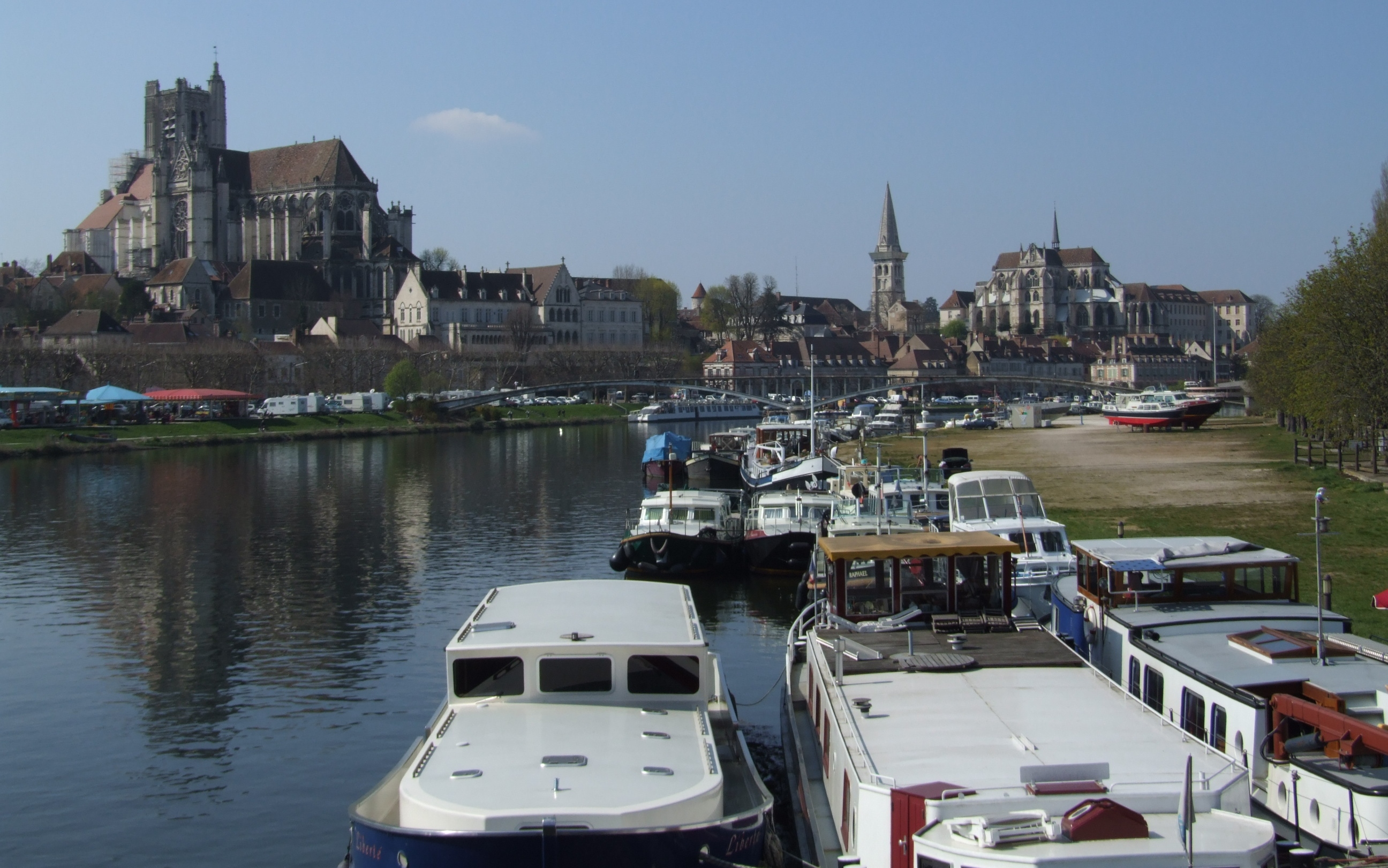
Vista de Auxerre y del Yonne.
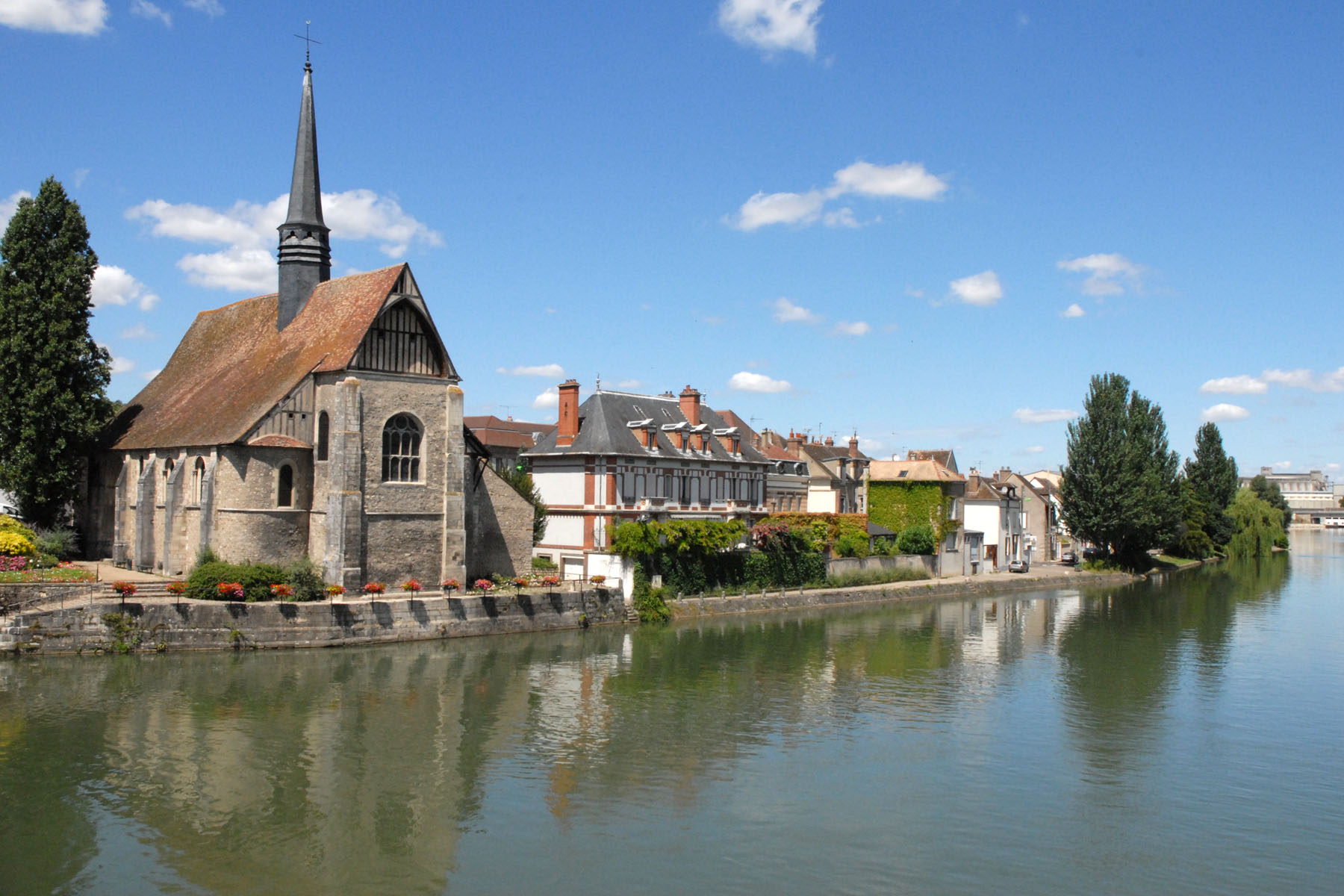
Sens a orillas del Yonne.
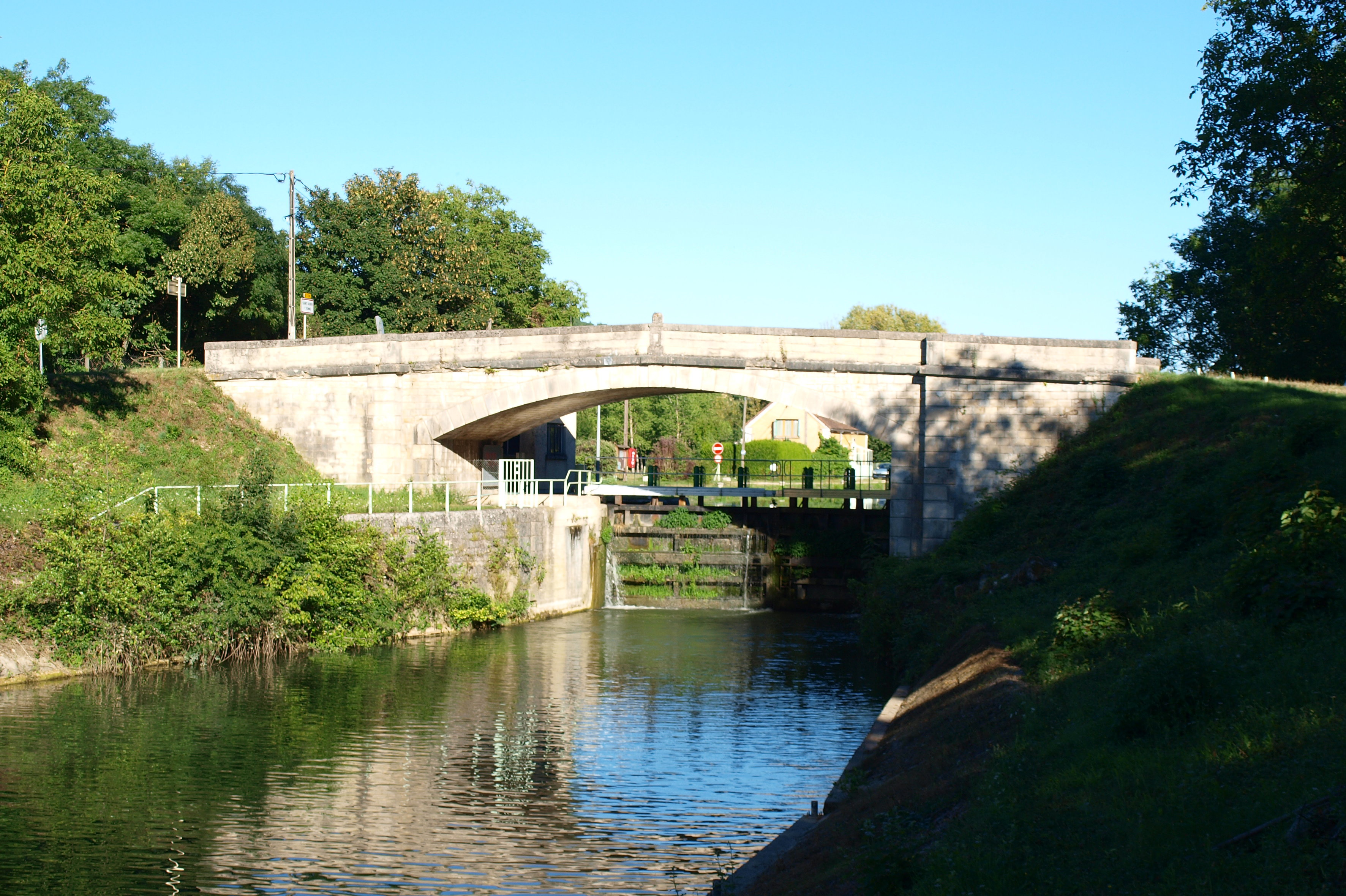
Saint-Aubin-sur-Yonne y puente sobre el Yonne.
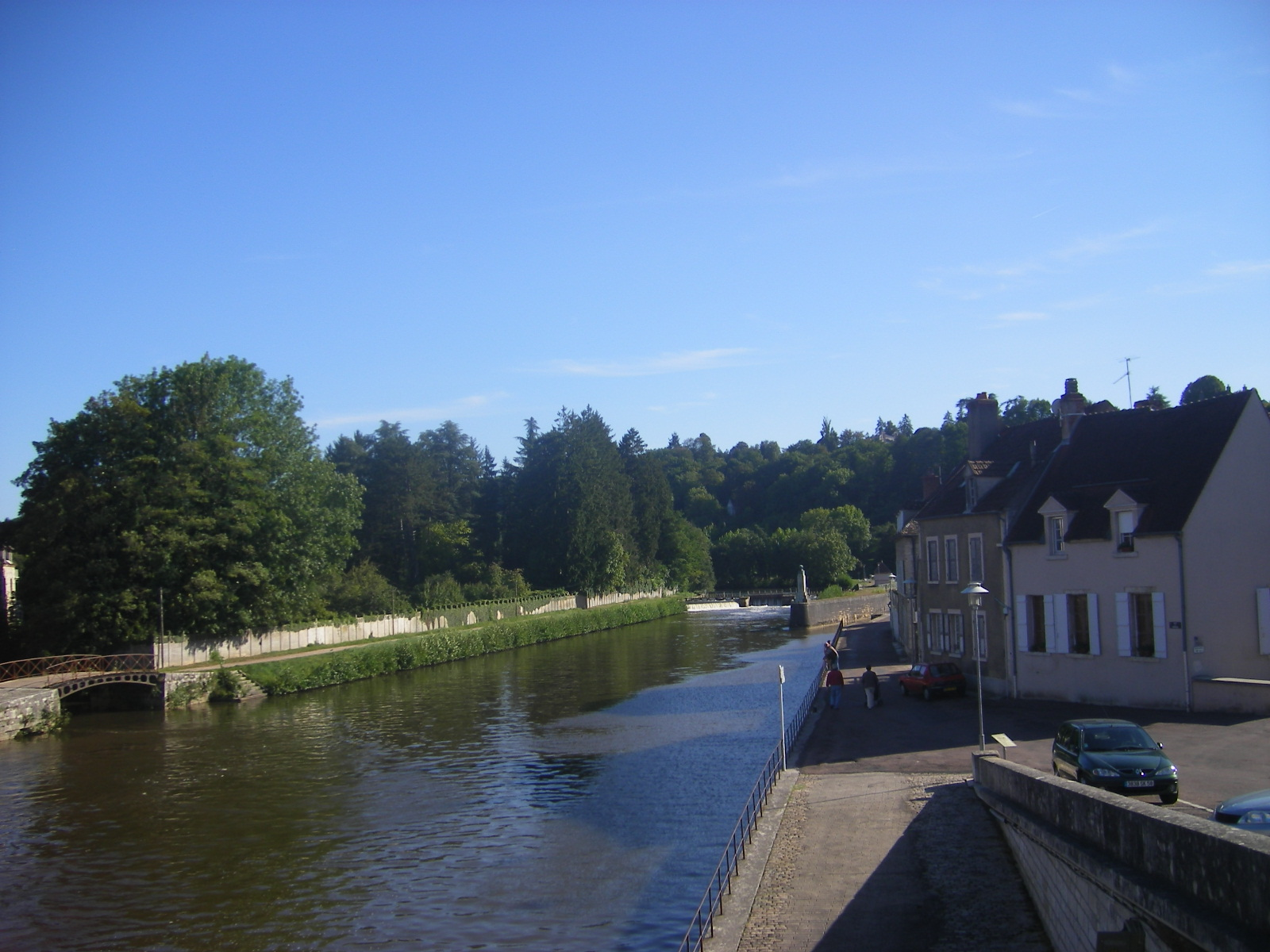
Clamecy y el Yonne.
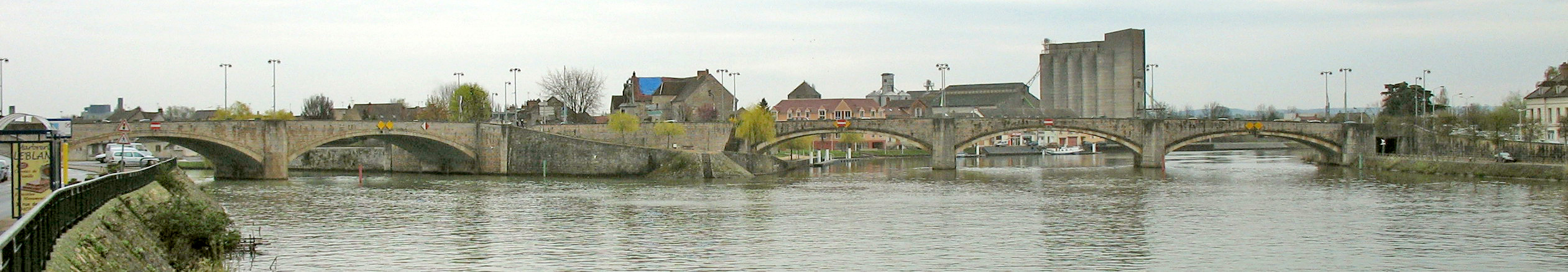
Confluencia en Montereau-Fault-Yonne, el Sena a la izquierda y el Yonne a la derecha.